# Lynne Viola
Lynne Viola (* 5. April 1955 in Nutley, New Jersey) ist eine Historikerin, die sich auf die Sozial- und Politikgeschichte Russlands und der Sowjetunion spezialisiert hat. Ihre Hauptinteressen liegen dabei auf der Geschichte der Bauern, der Frauen, der politischen Kultur und der Geschichte des Stalinismus in der Sowjetunion.

## Studium und Lehrtätigkeit
1973 machte Lynne Viola ihren Abschluss an der High School von Nutley. Den Bachelor erhielt sie 1978 von der Columbia University. 1984 wurde sie an der Princeton University promoviert. Im Jahr 2003 erhielt sie ein Guggenheim-Stipendium. 2014 wurde sie zum Mitglied der Royal Society of Canada gewählt. 2018 erhielt sie einen Molson Prize.
Sie lehrt an der University of Toronto Geschichtswissenschaft und hat ebenfalls Lehraufträge an der State University of New York wahrgenommen. Ihre Forschungs- und Lehrtätigkeiten wurden mit einer Reihe von Preisen ausgezeichnet.

## Werke
- The best sons of the fatherland. Workers in the vanguard of Soviet collectivization, Oxford University Press, New York [u. a.] 1987, ISBN 0-19-504134-8.
- Peasant rebels under Stalin. Collectivization and the culture of peasant resistance, Oxford University Press, New York, Oxford 1996, ISBN 0-19-510197-9.
- Zusammen mit V. P. Danilov, N. A. Ivnitskii, and Denis Kozlov (Eds.): The War Against the Peasantry. The Tragedy of the Soviet Contryside, Yale University Press, New Haven & London 2005, ISBN 0-300-10612-2.
- The unknown Gulag. The lost world of Stalin’s special settlements, Oxford Univ. Press, Oxford [u. a.] 2007, ISBN 978-0-19-538509-0.
- Stalinist Perpetrators on Trial. Scenes from the Great Terror in Soviet Ukraine, Oxford Univ. Press, Oxford [u. a.] 2017, ISBN 978-0-19-067416-8